# Yasmine Chouaki
Yasmine Chouaki est une animatrice radio et journaliste franco-algérienne. Elle anime, à partir de 2009, l'émission En sol majeur, diffusée sur RFI.

## Biographie
Yasmine Chouaki naît d'une mère issue d'une famille ouvrière berrichone et d'un père berger kabyle installé en France,. Prénommée Christine, elle abandonne son premier prénom à l'âge de 17 ans pour utiliser le deuxième : Yasmine,.

### Carrière à la radio
Yasmine Chouaki vit un temps en Suisse, où elle commence sa carrière de journaliste à Couleur 3, station de la Radio suisse romande,. Elle travaille par la suite sur Alger Chaîne 3,. Durant sa vie à Alger, Yasmine Chouaki étudie la littérature à l'université et apprend l'arabe, en parallèle de son emploi. En 1991, elle est renvoyé de la station de radio et forcée de quitter l'Algérie suite à des menaces de mort proférées à l'encontre de son mari, Aziz Chouaki,.
En 1992, Yasmine Chouaki intègre Radio France internationale (RFI), où elle anime plusieurs émissions culturelles,. À partir de 2009, elle produit et anime l'émission bihebdomataire En sol majeur, diffusée sur RFI, avec Caroline Filliette et Laura Pinto,,. Dans ce programme, elle invite des personnalités biculturelles, issues des milieux de la politique, de la culture, du sport ou des sciences, afin d'explorer leur parcours,,. Elle reçoit notamment Parker Bilal, Christiane Taubira (en octobre 2014) et Barbara Hendricks,, ainsi que Christiane Yandé Diop avec qui elle évoque l'histoire de Présence africaine.

### Positionnement politique
Dans la seconde moitié des années 2010, Yasmine Chouaki se montre critique des personnalités politiques françaises. Elle dit s'inquiéter la montée du nationalisme et de la popularité du Front national, et craindre « la montée d’un islamisme en France ». Elle déplore également que les candidats à la présidentielle de 2017 nient le multiculturalisme de la France.
En 2020, Yasmine Chouaki signe la tribune « #BlackCesars », qui dénonce l'entre-soi de l'académie des Césars et réclame davantage de mixité dans le monde du cinéma français.